# Lingua bambara
La lingua bambara, chiamata anche bamanankan (letteralmente lingua dei Bamanan), è una lingua mandingo parlata in Mali.
Al 2022, è parlata da 14,2 milioni di parlanti totali.

## Distribuzione geografica
Il bambara è parlato come madrelingua dal popolo Bambara, e come seconda lingua dalla maggior parte degli altri gruppi etnici del Mali. La lingua è uno degli idiomi più diffusi dell'Africa Occidentale.

### Dialetti e lingue derivate
La lingua è suddivisa in diverse forme dialettali, tra cui: somono, segou, san, beledugu, ganadugu, wasulu e sikasso.

## Grammatica
Come la maggior parte delle lingue mande, il bambara è una lingua tonale, sprovvista di classi nominali, e ha una struttura di tipo Soggetto Oggetto Verbo (SOV).
Una caratteristica distintiva di questo linguaggio è il fatto che, specialmente nelle aree urbane, esso presenta un gran numero di prestiti linguistici da parte delle lingue affini, ma anche dal francese. Questa caratteristica l'ha resa una lingua particolarmente facile da apprendere e ne ha favorito la diffusione come lingua franca in molte aree dell'Africa Occidentale.

## Classificazione
Il bambara appartiene all'ampia famiglia linguistica delle lingue mande, e alla più ristretta famiglia delle lingue mandingo. È strettamente imparentato con il dioula, ma è anche piuttosto simile alle altre lingue mandingo, come il mandinka e il malinké.
La classificazione proposta da Ethnologue è la seguente:
- Lingue niger-kordofaniane
  - Lingue mande
    - Mande occidentali
      - Centro-sudoccidentali
        - Centrali
          - Mandingo-yogo
            - Mandingo-vai
              - Mandingo-mokole
                - Lingue mandingo
                  - Mandingo orientali
                    - Mandingo nord-orientali
                      - Bamana
                        - Bambara

## Arte e letteratura
Il bambara è stato tradizionalmente tramandato dai griot (Jɛliw in bambara), poeti girovaghi dell'Africa Occidentale. esso ha pertanto una tradizione orale molto ricca. La scrittura si è diffusa soltanto dopo la colonizzazione francese del Mali, e utilizza prevalentemente caratteri latini (con l'aggiunta delle vocali ɛ e ɔ) o l'Alfabeto N'Ko.
In tempi contemporanei il bambara è stato spesso utilizzato da musicisti maliani, tra cui Oumou Sangaré, Rokia Traoré, Ali Farka Touré, Habib Koité, e Amadou & Mariam. Testi in bambara sono presenti nell'album di Stevie Wonder Journey through the Secret Life of Plants.
Il destino, uno dei film più significativi della cinematografia maliana è stato girato in questa lingua.